# Mistrzostwa Polski w szachach

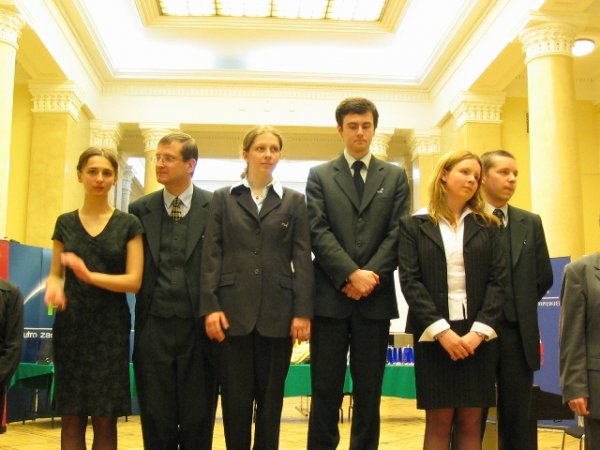
Medaliści mistrzostw Polski w szachach z roku 2004,
od lewej: Iweta Radziewicz, Michał Krasenkow, Monika Soćko, Bartłomiej Macieja, Beata Kądziołka oraz Robert Kempiński.

Indywidualne mistrzostwa Polski w szachach – najważniejszy turniej krajowy, mający na celu wyłonienie najlepszych szachistów w Polsce. W oparciu o wyniki (w głównej mierze) tego turnieju Polski Związek Szachowy wyłania kadrę narodową, a z niej – olimpijską.
Pierwszy turniej o mistrzostwo Polski mężczyzn rozegrany został w roku 1926, natomiast pierwszy turniej kobiet – w roku 1935, oba – w Warszawie. W okresie międzywojennym rozegrano cztery finały mężczyzn i dwa kobiet. Po II wojnie światowej turnieje o mistrzostwo kraju odbywały się (z nielicznymi wyjątkami) corocznie. W przeważającej większości rozgrywane były systemem kołowym (turnieje męskie najczęściej z udziałem 14-16 zawodników, zaś kobiece – z udziałem 12-14 zawodniczek), system szwajcarski zastosowano w dziewięciu finałach mężczyzn (1975, 1976, 1977, 1979, 2010, 2011, 2012, 2013, 2014) oraz w siedmiokrotnie w turniejach kobiet (1959, 1965, 1966, 1975, 1976, 1977, 1978). W 2010 r. mistrzostwa kobiet odbyły się systemem pucharowym. Dwukrotnie (1937, mężczyźni oraz 1962, kobiety) turnieje finałowe rozegrano w obsadzie międzynarodowej, w roku 1962 medale przyznając jednak tylko zawodniczkom polskim (w turnieju tym zwyciężyła Margareta Perevoznic przed Évą Karakas i Milunką Lazarević).
W 1958 r. nie odbył się finałowy turniej mężczyzn. W latach 1960 i 1963 odbyły się tylko mistrzostwa mężczyzn, zamiast finałów mistrzostw Polski, kobiety rozegrały 6-osobowe, dwukołowe turnieje kadry, będące eliminacjami do turniejów strefowych (eliminacji mistrzostw świata kobiet); w 1960 r. w Łodzi zwyciężyła Henryka Konarkowska, przed Haliną Szpakowską i Mirosławą Litmanowicz, natomiast w 1963 r. w Myślenicach – Henryka Konarkowska, przed Mirosławą Litmanowicz oraz Krystyną Radzikowską.
Dwukrotnie, w latach 2008 i 2013, turnieje kobiet i mężczyzn kończyły się zwycięstwem małżonków, Moniki i Bartosza Soćków.

## Wielokrotni mistrzowie i mistrzynie Polski
| Zawodnicy, którzy zdobyli min. 2 tytuły | Zawodnicy, którzy zdobyli min. 2 tytuły | Zawodnicy, którzy zdobyli min. 2 tytuły                                                                                 |
| --------------------------------------- | --- | --- |
| 7                                       | Włodzimierz Schmidt | 1971 – 1994 |
| 6                                       | Bogdan Śliwa | 1946 – 1960 |
| 5                                       | Tomasz Markowski Radosław Wojtaszek | 1993 – 2007 2005 – 2022                                                                                                 |
| 4                                       | Mateusz Bartel Aleksander Sznapik | 2006 – 2012 1976 – 1991                                                                                                 |
| 3                                       | Kazimierz Plater Bartosz Soćko | 1949 – 1957 2008 – 2023                                                                                                 |
| 2                                       | Witold Balcerowski Zbigniew Doda Robert Kempiński Jerzy Kostro Michał Krasenkow Bartłomiej Macieja Krzysztof Pytel Ksawery Tartakower Aleksander Wojtkiewicz Kacper Piorun | 1962 – 1965 1964 – 1967 1997 – 2001 1966 – 1970 2000 – 2002 2004 – 2009 1972 – 1973 1935 – 1937 1989 – 1995 2017 – 2020 |

| Zawodniczki, które zdobyły min. 2 tytuły | Zawodniczki, które zdobyły min. 2 tytuły                            | Zawodniczki, które zdobyły min. 2 tytuły        |
| ---------------------------------------- | ------------------------------------------------------------------- | ----------------------------------------------- |
| 9                                        | Krystyna Radzikowska (Hołuj)                                        | 1951 – 1969                                     |
| 8                                        | Monika Soćko (Bobrowska) Iweta Rajlich (Radziewicz)                 | 1995 – 2017 1999 – 2019                         |
| 6                                        | Grażyna Szmacińska                                                  | 1975 – 1988                                     |
| 5                                        | Hanna Ereńska-Radzewska Anna Jurczyńska                             | 1971 – 1980 1962 – 1978                         |
| 4                                        | Agnieszka Brustman Jolanta Zawadzka                                 | 1982 – 1996 2006 – 2018                         |
| 3                                        | Joanna Dworakowska                                                  | 1997 – 2001                                     |
| 2                                        | Regina Gerlecka Róża Herman Henryka Konarkowska Michalina Rudzińska | 1935 – 1937 1949 – 1950 1958 – 1964 2022 – 2023 |

## Medaliści mistrzostw Polski mężczyzn
| Lp | Rok  | Lokalizacja    | 1 miejsce              | 2 miejsce              | 3 miejsce              |
| -- | ---- | -------------- | ---------------------- | ---------------------- | ---------------------- |
| 1  | 1926 | Warszawa       | Dawid Przepiórka       | Paulin Frydman         | Stanisław Kohn         |
| 2  | 1927 | Łódź           | Akiba Rubinstein       | Ksawery Tartakower     | Kazimierz Makarczyk    |
| 3  | 1935 | Warszawa       | Ksawery Tartakower     | Mieczysław Najdorf     | Paulin Frydman         |
| 4  | 1937 | Jurata         | Ksawery Tartakower     | Gideon Ståhlberg       | Mieczysław Najdorf     |
| 5  | 1946 | Sopot          | Bogdan Śliwa           | Jan Gadaliński         | Kazimierz Plater       |
| 6  | 1948 | Kraków         | Kazimierz Makarczyk    | Stanisław Gawlikowski  | Bogdan Śliwa           |
| 7  | 1949 | Poznań         | Kazimierz Plater       | Alfred Tarnowski       | Edward Arłamowski      |
| 8  | 1950 | Bielsko        | Wiktor Balcarek        | Kazimierz Plater       | Kazimierz Makarczyk    |
| 9  | 1951 | Łódź           | Bogdan Śliwa           | Edward Arłamowski      | Henryk Szapiel         |
| 10 | 1952 | Katowice       | Bogdan Śliwa           | Kazimierz Makarczyk    | Aleksander Szymański   |
| 11 | 1953 | Kraków         | Bogdan Śliwa           | Henryk Szapiel         | Marian Ziembiński      |
| 12 | 1954 | Łódź           | Bogdan Śliwa           | Stefan Witkowski       | Edward Arłamowski      |
| 13 | 1955 | Wrocław        | Józef Gromek           | Roman Dworzyński       | Andrzej Pytlakowski    |
| 14 | 1956 | Częstochowa    | Kazimierz Plater       | Adam Dzięciołowski     | Wacław Łuczynowicz     |
| 15 | 1957 | Warszawa       | Kazimierz Plater       | Bogdan Śliwa           | Jerzy Kostro           |
| 16 | 1959 | Łódź           | Stefan Witkowski       | Józef Gromek           | Jerzy Kostro           |
| 17 | 1960 | Wrocław        | Bogdan Śliwa           | Zbigniew Doda          | Ryszard Drozd          |
| 18 | 1961 | Katowice       | Alfred Tarnowski       | Bogdan Śliwa           | Ryszard Drozd          |
| 19 | 1962 | Poznań         | Witold Balcerowski     | Zbigniew Doda          | Włodzimierz Schmidt    |
| 20 | 1963 | Głuchołazy     | Jacek Bednarski        | Kazimierz Plater       | Stefan Brzózka         |
| 21 | 1964 | Warszawa       | Zbigniew Doda          | Jacek Bednarski        | Stefan Witkowski       |
| 22 | 1965 | Lublin         | Witold Balcerowski     | Zbigniew Doda          | Andrzej Sydor          |
| 23 | 1966 | Rzeszów        | Jerzy Kostro           | Bogdan Pietrusiak      | Józef Gromek           |
| 24 | 1967 | Szczecin       | Zbigniew Doda          | Bogdan Śliwa           | Włodzimierz Schmidt    |
| 25 | 1968 | Łódź           | Romuald Grąbczewski    | Jan Adamski            | Włodzimierz Schmidt    |
| 26 | 1969 | Lublin         | Jerzy Lewi             | Jan Adamski            | Andrzej Sydor          |
| 27 | 1970 | Piotrków Tryb. | Jerzy Kostro           | Jan Adamski            | Włodzimierz Schmidt    |
| 28 | 1971 | Poznań         | Włodzimierz Schmidt    | Jerzy Kostro           | Andrzej Filipowicz     |
| 29 | 1972 | Wrocław        | Krzysztof Pytel        | Aleksander Sznapik     | Jacek Bednarski        |
| 30 | 1973 | Gdynia         | Krzysztof Pytel        | Andrzej Maciejewski    | Jan Adamski            |
| 31 | 1974 | Zielona Góra   | Włodzimierz Schmidt    | Aleksander Sznapik     | Jan Adamski            |
| 32 | 1975 | Poznań         | Włodzimierz Schmidt    | Jan Adamski            | Jacek Bednarski        |
| 33 | 1976 | Bydgoszcz      | Aleksander Sznapik     | Jerzy Pokojowczyk      | Włodzimierz Schmidt    |
| 34 | 1977 | Piotrków Tryb. | Ryszard Skrobek        | Włodzimierz Schmidt    | Aleksander Sznapik     |
| 35 | 1978 | Kraków         | Adam Kuligowski        | Aleksander Sznapik     | Włodzimierz Schmidt    |
| 36 | 1979 | Tarnów         | Jan Przewoźnik         | Krzysztof Pytel        | Włodzimierz Kruszyński |
| 37 | 1980 | Łódź           | Aleksander Sznapik     | Włodzimierz Schmidt    | Adam Kuligowski        |
| 38 | 1981 | Warszawa       | Włodzimierz Schmidt    | Aleksander Sznapik     | Jerzy Pokojowczyk      |
| 39 | 1982 | Zielona Góra   | Jan Adamski            | Artur Sygulski         | Paweł Stempin          |
| 40 | 1983 | Piotrków Tryb. | Zbigniew Szymczak      | Jacek Flis             | Piotr Staniszewski     |
| 41 | 1984 | Poznań         | Aleksander Sznapik     | Paweł Stempin          | Piotr Staniszewski     |
| 42 | 1985 | Gdynia         | Ignacy Nowak           | Jan Adamski            | Piotr Staniszewski     |
| 43 | 1986 | Bytom          | Marek Hawełko          | Stefan Dejkało         | Robert Kuczyński       |
| 44 | 1987 | Wrocław        | Robert Kuczyński       | Roman Tomaszewski      | Marek Hawełko          |
| 45 | 1988 | Lublin         | Włodzimierz Schmidt    | Robert Kuczyński       | Aleksander Sznapik     |
| 46 | 1989 | Słupsk         | Aleksander Wojtkiewicz | Robert Kuczyński       | Aleksander Sznapik     |
| 47 | 1990 | Warszawa       | Włodzimierz Schmidt    | Paweł Stempin          | Zbigniew Jaśnikowski   |
| 48 | 1991 | Cetniewo       | Aleksander Sznapik     | Klaudiusz Urban        | Krzysztof Pańczyk      |
| 49 | 1992 | Częstochowa    | Jacek Gdański          | Aleksander Wojtkiewicz | Aleksander Sznapik     |
| 50 | 1993 | Częstochowa    | Tomasz Markowski       | Mirosław Grabarczyk    | Robert Kuczyński       |
| 51 | 1994 | Gdańsk         | Włodzimierz Schmidt    | Marek Matlak           | Paweł Jaracz           |
| 52 | 1995 | Warszawa       | Aleksander Wojtkiewicz | Mirosław Grabarczyk    | Tomasz Markowski       |
| 53 | 1996 | Brzeg Dolny    | Klaudiusz Urban        | Bogdan Grabarczyk      | Aleksander Wojtkiewicz |
| 54 | 1997 | Sopot          | Robert Kempiński       | Michał Krasenkow       | Jacek Gdański          |
| 55 | 1998 | Książ          | Tomasz Markowski       | Bartłomiej Macieja     | Robert Kempiński       |
| 56 | 1999 | Polanica-Zdrój | Tomasz Markowski       | Robert Kempiński       | Bartłomiej Macieja     |
| 57 | 2000 | Płock          | Michał Krasenkow       | Tomasz Markowski       | Bartłomiej Macieja     |
| 58 | 2001 | Warszawa       | Robert Kempiński       | Michał Krasenkow       | Łukasz Cyborowski      |
| 59 | 2002 | Warszawa       | Michał Krasenkow       | Bartłomiej Macieja     | Tomasz Markowski       |
| 60 | 2003 | Warszawa       | Tomasz Markowski       | Bartosz Soćko          | Michał Krasenkow       |
| 61 | 2004 | Warszawa       | Bartłomiej Macieja     | Michał Krasenkow       | Robert Kempiński       |
| 62 | 2005 | Poznań         | Radosław Wojtaszek     | Bartosz Soćko          | Robert Kempiński       |
| 63 | 2006 | Kraków         | Mateusz Bartel         | Bartosz Soćko          | Radosław Wojtaszek     |
| 64 | 2007 | Opole          | Tomasz Markowski       | Bartosz Soćko          | Mateusz Bartel         |
| 65 | 2008 | Lublin         | Bartosz Soćko          | Bartłomiej Macieja     | Radosław Wojtaszek     |
| 66 | 2009 | Chotowa        | Bartłomiej Macieja     | Radosław Wojtaszek     | Aleksander Miśta       |
| 67 | 2010 | Warszawa       | Mateusz Bartel         | Radosław Wojtaszek     | Jacek Gdański          |
| 68 | 2011 | Warszawa       | Mateusz Bartel         | Paweł Jaracz           | Radosław Wojtaszek     |
| 69 | 2012 | Warszawa       | Mateusz Bartel         | Bartłomiej Macieja     | Kamil Mitoń            |
| 70 | 2013 | Chorzów        | Bartosz Soćko          | Grzegorz Gajewski      | Mateusz Bartel         |
| 71 | 2014 | Warszawa       | Radosław Wojtaszek     | Grzegorz Gajewski      | Jan-Krzysztof Duda     |
| 72 | 2015 | Poznań         | Grzegorz Gajewski      | Maciej Klekowski       | Jacek Tomczak          |
| 73 | 2016 | Poznań         | Radosław Wojtaszek     | Kacper Piorun          | Mateusz Bartel         |
| 74 | 2017 | Warszawa       | Kacper Piorun          | Jacek Tomczak          | Grzegorz Gajewski      |
| 75 | 2018 | Warszawa       | Jan-Krzysztof Duda     | Kacper Piorun          | Jacek Tomczak          |
| 76 | 2019 | Warszawa       | Kamil Dragun           | Kacper Piorun          | Bartosz Soćko          |
| 77 | 2020 | Warszawa       | Kacper Piorun          | Daniel Sadzikowski     | Grzegorz Gajewski      |
| 78 | 2021 | Bydgoszcz      | Radosław Wojtaszek     | Wojciech Moranda       | Bartosz Soćko          |
| 79 | 2022 | Kruszwica      | Radosław Wojtaszek     | Kacper Piorun          | Bartosz Soćko          |
| 80 | 2023 | Warszawa       | Bartosz Soćko          | Radosław Wojtaszek     | Szymon Gumularz        |
| 81 | 2024 | Rzeszów        | Radoslaw Wojtaszek     | Jacek Tomczak          | Mateusz Bartel         |

## Medalistki mistrzostw Polski kobiet
| Lp | Rok  | Lokalizacja         | 1 miejsce               | 2 miejsce                    | 3 miejsce                    |
| -- | ---- | ------------------- | ----------------------- | ---------------------------- | ---------------------------- |
| 1  | 1935 | Warszawa            | Regina Gerlecka         | Irena Kuczewska              | Ewelina Januszewska          |
| 2  | 1937 | Warszawa            | Regina Gerlecka         | Barbara Flerow-Bułhak        | Wera Obermüller              |
| 3  | 1949 | Łódź                | Róża Herman             | Wera Obermüller              | Regina Gerlecka              |
| 4  | 1950 | Toruń               | Róża Herman             | Wera Obermüller              | Władysława Górska            |
| 5  | 1951 | Częstochowa         | Krystyna Hołuj          | Róża Herman                  | Apolonia Osikowicz           |
| 6  | 1952 | Krynica             | Krystyna Hołuj          | Apolonia Litwińska           | Halina Guzińska              |
| 7  | 1953 | Sopot               | Krystyna Hołuj          | Halina Szpakowska            | Wera Obermüller              |
| 8  | 1954 | Gdańsk              | Władysława Górska       | Halina Szpakowska            | Krystyna Hołuj               |
| 9  | 1955 | Szczecin            | Krystyna Hołuj          | Halina Szpakowska            | Anna Jurczyńska              |
| 10 | 1956 | Lądek-Zdrój         | Krystyna Hołuj          | Anna Jurczyńska              | Henryka Konarkowska          |
| 11 | 1957 | Polana              | Krystyna Hołuj          | Mirosława Litmanowicz        | Klara Knapik                 |
| 12 | 1958 | Łódź                | Henryka Konarkowska     | Mirosława Litmanowicz        | Krystyna Hołuj               |
| 13 | 1959 | Katowice            | Krystyna Hołuj          | Halina Szpakowska            | Henryka Konarkowska          |
| 14 | 1961 | Wrocław             | Apolonia Litwińska      | Henryka Konarkowska          | Mirosława Litmanowicz        |
| 15 | 1962 | Grudziądz           | Anna Jurczyńska         | Henryka Konarkowska          | Danuta Samolewicz            |
| 16 | 1964 | Spała               | Henryka Konarkowska     | Mirosława Litmanowicz        | Anna Jurczyńska              |
| 17 | 1965 | Łódź                | Anna Jurczyńska         | Aleksandra Szpakowska        | Danuta Samolewicz            |
| 18 | 1966 | Koszalin            | Krystyna Radzikowska    | Irena Kondracka              | Danuta Samolewicz            |
| 19 | 1967 | Kielce              | Elżbieta Kowalska       | Jolanta Szota                | Mirosława Litmanowicz        |
| 20 | 1968 | Lublin              | Mirosława Litmanowicz   | Krystyna Radzikowska         | Anna Jurczyńska              |
| 21 | 1969 | Poznań              | Krystyna Radzikowska    | Mirosława Litmanowicz        | Apolonia Litwińska           |
| 22 | 1970 | Kielce              | Bożena Pytel            | Anna Jurczyńska              | Hanna Ereńska-Radzewska      |
| 23 | 1971 | Piotrków Tryb.      | Hanna Ereńska-Radzewska | Jolanta Szota                | Janina Rybarska              |
| 24 | 1972 | Lublin              | Hanna Ereńska-Radzewska | Mirosława Litmanowicz        | Krystyna Radzikowska         |
| 25 | 1973 | Grudziądz           | Anna Jurczyńska         | Hanna Ereńska-Radzewska      | Krystyna Radzikowska         |
| 26 | 1974 | Polanica-Zdrój      | Anna Jurczyńska         | Irena Kasprzyk               | Danuta Adamczewska           |
| 27 | 1975 | Wrocław             | Grażyna Szmacińska      | Hanna Ereńska-Radzewska      | Krystyna Radzikowska         |
| 28 | 1976 | Istebna             | Grażyna Szmacińska      | Krystyna Radzikowska         | Bożena Pytel                 |
| 29 | 1977 | Cieplice            | Hanna Ereńska-Radzewska | Grażyna Szmacińska           | Małgorzata Wiese             |
| 30 | 1978 | Elbląg              | Anna Jurczyńska         | Małgorzata Wiese             | Krystyna Radzikowska         |
| 31 | 1979 | Piotrków Tryb.      | Hanna Ereńska-Radzewska | Grażyna Szmacińska           | Bożena Pytel                 |
| 32 | 1980 | Częstochowa         | Hanna Ereńska-Radzewska | Agnieszka Brustman           | Małgorzata Wiese             |
| 33 | 1981 | Poznań              | Grażyna Szmacińska      | Bożena Sikora                | Iwona Świecik                |
| 34 | 1982 | Warszawa            | Agnieszka Brustman      | Małgorzata Wiese             | Hanna Ereńska-Radzewska      |
| 35 | 1983 | Tarnów              | Grażyna Szmacińska      | Małgorzata Wiese             | Agnieszka Brustman           |
| 36 | 1984 | Konin               | Agnieszka Brustman      | Hanna Ereńska-Radzewska      | Joanna Jagodzińska           |
| 37 | 1985 | Sandomierz          | Małgorzata Wiese        | Joanna Jagodzińska           | Barbara Kaczorowska          |
| 38 | 1986 | Konin               | Grażyna Szmacińska      | Małgorzata Wiese             | Hanna Ereńska-Radzewska      |
| 39 | 1987 | Wrocław             | Agnieszka Brustman      | Halina Jałowiec              | Liliana Leszner              |
| 40 | 1988 | Bielsko-Biała       | Grażyna Szmacińska      | Małgorzata Wiese             | Bożena Sikora-Giżyńska       |
| 41 | 1989 | Poznań              | Joanna Detko            | Barbara Kaczorowska          | Danuta Kłusek                |
| 42 | 1990 | Konin               | Bożena Sikora-Giżyńska  | Małgorzata Wiese-Jóźwiak     | Iwona Świecik                |
| 43 | 1991 | Lubniewice          | Czesława Grochot        | Joanna Jagodzińska           | Anna Lissowska               |
| 44 | 1992 | Świeradów-Zdrój     | Krystyna Dąbrowska      | Małgorzata Bednarska         | Joanna Jagodzińska           |
| 45 | 1993 | Lublin              | Barbara Kaczorowska     | Monika Bobrowska             | Liliana Leszner              |
| 46 | 1994 | Gdańsk              | Magdalena Gużkowska     | Liliana Leszner              | Marta Zielińska              |
| 47 | 1995 | Warszawa            | Monika Bobrowska        | Joanna Dworakowska           | Agnieszka Brustman           |
| 48 | 1996 | Brzeg Dolny         | Agnieszka Brustman      | Monika Aksiuczyc             | Marta Zielińska              |
| 49 | 1997 | Cisna               | Joanna Dworakowska      | Barbara Grabarska            | Monika Bobrowska             |
| 50 | 1998 | Sopot               | Joanna Dworakowska      | Monika Bobrowska             | Marta Zielińska              |
| 51 | 1999 | Wrocław             | Iweta Radziewicz        | Agnieszka Brustman           | Monika Bobrowska             |
| 52 | 2000 | Brzeg Dolny         | Iweta Radziewicz        | Joanna Dworakowska           | Marta Zielińska              |
| 53 | 2001 | Brzeg Dolny         | Joanna Dworakowska      | Monika Soćko                 | Barbara Grabarska            |
| 54 | 2002 | Ostrów Wlkp.        | Iweta Radziewicz        | Marta Zielińska              | Beata Kądziołka              |
| 55 | 2003 | Środa Wlkp.         | Marta Zielińska         | Joanna Dworakowska           | Beata Kądziołka              |
| 56 | 2004 | Warszawa            | Monika Soćko            | Iweta Radziewicz             | Beata Kądziołka              |
| 57 | 2005 | Suwałki             | Iweta Radziewicz        | Monika Soćko                 | Jolanta Zawadzka             |
| 58 | 2006 | Trzebinia           | Jolanta Zawadzka        | Marta Przeździecka           | Joanna Dworakowska           |
| 59 | 2007 | Barlinek            | Iweta Rajlich           | Jolanta Zawadzka             | Monika Soćko                 |
| 60 | 2008 | Kraków              | Monika Soćko            | Joanna Majdan                | Anna Warakomska              |
| 61 | 2009 | Bogatynia           | Iweta Rajlich           | Jolanta Zawadzka             | Joanna Majdan                |
| 62 | 2010 | Warszawa            | Monika Soćko            | Iweta Rajlich                | Jolanta Zawadzka             |
| 63 | 2011 | Warszawa            | Jolanta Zawadzka        | Monika Soćko                 | Karina Szczepkowska-Horowska |
| 64 | 2012 | Warszawa            | Iweta Rajlich           | Joanna Majdan-Gajewska       | Jolanta Zawadzka             |
| 65 | 2013 | Chorzów             | Monika Soćko            | Jolanta Zawadzka             | Karina Szczepkowska-Horowska |
| 66 | 2014 | Warszawa            | Monika Soćko            | Jolanta Zawadzka             | Klaudia Kulon                |
| 67 | 2015 | Poznań              | Jolanta Zawadzka        | Karina Szczepkowska-Horowska | Iweta Rajlich                |
| 68 | 2016 | Poznań              | Monika Soćko            | Jolanta Zawadzka             | Iweta Rajlich                |
| 69 | 2017 | Warszawa            | Monika Soćko            | Klaudia Kulon                | Karina Szczepkowska          |
| 70 | 2018 | Warszawa            | Jolanta Zawadzka        | Anna Warakomska              | Monika Soćko                 |
| 71 | 2019 | Warszawa            | Iweta Rajlich           | Monika Soćko                 | Jolanta Zawadzka             |
| 72 | 2020 | Ostrów Wielkopolski | Karina Cyfka            | Klaudia Kulon                | Joanna Majdan                |
| 73 | 2021 | Bydgoszcz           | Klaudia Kulon           | Jolanta Zawadzka             | Karina Cyfka                 |
| 74 | 2022 | Kruszwica           | Michalina Rudzińska     | Monika Soćko                 | Maria Malicka                |
| 75 | 2023 | Warszawa            | Michalina Rudzińska     | Julia Antolak                | Alina Kaszlinska             |
| 76 | 2024 | Rzeszów             | Alina Kaszlinska        | Aleksandra Malcewska         | Monika Soćko                 |

## Mistrzowie Polski w szachach korespondencyjnych
1. Aleksander Zakrzewski (1948-1950)
2. Eugeniusz Golemo (1959-1960)
3. Jerzy Martyniak (1962-1963)
4. Eugeniusz Golemo (1963-1964)
5. Roman Sokolowski (1963-1964)
6. Marian Braczko (1964-1965)
7. Krzysztof Pytel (1964-1965)
8. Stefan Brzozka (1965-1966)
9. Jerzy Krzyszton (1966-1967)
10. Gerard Szewczyk (1967-1968)
11. Jan Gorski (1068-1969)
12. Jerzy Sokolow (1969-1970)
13. Jan Widera (1969-1971)
14. Zygmunt Pioch (1970-1972)
15. Zygmunt Pioch (1972-1974)
16. Ryszard Filutowski (1973-1975)
17. Tadeusz Franczak (1974-1976)
18. Zbigniew Leszczynski (1975-1977)
19. Karol Pinkas (1976-1978)
20. Józef Babiak (1977-1979)
21. Damian Konca (1978-1980)
22. Marek Pogorzelski (1979-1981)
23. Ryszard Galicki (1980-1982)
24. Ryszard Skrobek (1981-1983)
25. Tadeusz Karpik (1983-1985)
26. Henryk Lew (1983-1985)
27. August Warta (1984-1986)
28. Zbigniew Blak (1985-1987)
29. Ryszard Kwiecinski (1986-1988)
30. Ryszard Dors (1987-1989)
31. Zdzisław Marciniak (1988-1990)
32. Jan Zajaczkowski (1990-1991)
33. Dariusz Studzinski (1991-1992)
34. Tadeusz Chruszcz (1991-1993)
35. Tadeusz Chruszcz (1992-1994)
36. Robert Tustanowski (1993-1995)
37. Piotr Tkaczyk (1994-1996)
38. Rafael Pierzak (1995-1997)
39. Rafał Ogiewka (1996-1998)
40. Dariusz Gronkowski (1998-1999)
41. Maciej Jedrzejowski (1998-1999)
42. Jan Tolloczko (1998-1999)
43. Robert Tustanowski (2000-2001)
44. Tadeusz Szafraniec (2001-2004)
45. Antoni Krzyzanowski (2002-2003)
46. Waldemar Kozlowski (2003-2004)
47. Tadeusz Baranowski (2004-2006)[4]
48. Miroslav Nowakowski (2005-2007)[5]
49. Antoni Schön (2006-2008)[6]
50. Antoni Schön (2007-2009)[7]
51. Tomasz Slawinski (2008-2009)[8]
52. Zbigniew Szczepanski (2009-2011)[9]
53. Adam Dzwikowski (2010-2013)[10]
54. Jerzy Staniszewski (2011-2012)[11]
55. Waldemar Kozlowski (2012-2013)[12]
56. Wojciech Krzyzanowski (2013-2014)[13]
57. Jan Nogal (2014-2015)[14]
58. Dariusz Fraczek - Tomasz Slawinski (2015-2016)[15]
59. Ryszard Kowalczyk (2016-2017)[16]
60. Wojciech Krzyzanowski (2017-2018)[17]
61. Łukasz Gorzkiewicz (2018-2019)[18]
62. Ryszard Probola - Lukasz Gorzkiewicz (2019-2020)[19]
63. Jerzy Duszynski (2020-2021)[20]
64. Janusz Pietrzak - Miroslaw Jasinski - Ryszard Probola (2021-2022)[21]
65. Tomasz Slawinski (2022-2023)[22]
66. Piotr Falatowicz (2023-2024)[23]